# (1888) Zu Chong-Zhi
(1888) Zu Chong-Zhi est un astéroïde de la ceinture principale découvert le 9 novembre 1964 par l'observatoire de la Montagne Pourpre. Le lieu de découverte est Nanking (330). Nommé en l'honneur de Zu Chongzhi, sa désignation provisoire était 1964 VO1.